# 小野申人
小野 申人（おの しんじ、1956年〈昭和31年〉6月15日 - ）は、日本の政治家。第9代広島県府中市長（2期目）。元・府中市議会議員（4期、元・創生会会長）。府中市議会第23代・25代議長。一般社団法人府中青年会議所 第32代理事長。

## 来歴
広島県芦品郡新市町出身。1975年 広島県立福山誠之館高等学校卒業、1979年 横浜国立大学卒業。
1979年（昭和54年）、旭化成入社。
1981年、菊水株式会社入社。
1994年（平成6年）1月、一般社団法人府中青年会議所 第32代理事長。
1999年、PTA会長。
2002年（平成14年）、府中市議会議員に初当選し、市議会会派「平成クラブ」に所属。
2003年（平成15年）、府中市少年軟式野球連盟会長。
2004年（平成16年）、府中市立第二中学校PTA会長。
2005年（平成17年）、鵜飼町社会福祉協議会会長。
2010年（平成22年）、府中市議会第23代議長。
2014年（平成26年）、府中市議会第25代議長。
2015年（平成27年）4月1日、市議会会派「創生会」を結成。
2016年（平成28年）、府中市議会会派「創生会」会長 就任。
2017年（平成29年）11月22日、任期満了に伴う府中市長選挙に立候補する意向を表明。
2018年（平成30年）1月、府中市長選挙立候補のため府中市議会議員を辞職。
2018年（平成30年）4月15日、任期満了に伴う府中市長選挙が告示。まず、小野申人が立候補した。対抗馬が現れなかったことから現職の戸成義則が無投票当選はいけないと立候補し、前・市議で新人の小野申人の2人で現新の一騎打ちとなった。4月22日の市長選投開票の結果、現職の戸成を216票差という僅差で破り初当選を果たした。5月2日、第9代 市長就任。
2022年4月17日告示・4月24日投開票の市長選挙に自由民主党・公明党の推薦を受け立候補し、無投票で再選。府中市長選挙での無投票での再選は2006年4月以来16年ぶりとなった。

## 府中市長選挙
- 2018年 初当選
告示日：2018年4月15日 / 投票日：2018年4月22日

※当日有権者数：33,847人 最終投票率：49.08%（前回比：－21.15pts）
| 候補者名 | 年齢 | 所属党派 | 新旧別 | 得票数  | 得票率 | 推薦・支持 |
| -------- | ---- | -------- | ------ | ------- | ------ | ---------- |
| 小野申人 | 61   | 無所属   | 新     | 8,347票 | 50.66% |            |
| 戸成義則 | 77   | 無所属   | 現     | 8,131票 | 49.34% |            |

- 2022年 無投票再選
告示日：2022年4月17日 / 投票日：2022年4月24日
他に立候補が出なかったため、2022年4月17日無投票再選[10]。

## 市政
2018年、立候補前の公開討論会で、これまでの戸成義則市長の市政運営を「市総合計画の点検・実行がされていない。産学官の連携も十分とは言えず、副市長の不在も問題だ」とする一方で、3歳からの保育料無償化の即時実施や、府中駅周辺への競技用プール設置などによる市街地地区活性化を行い、人口減と少子高齢化への対応を行うとした。
2019年、9月定例会の一般質問2日間5日6日で計9時間20分にわたり市政をただされ、小野市長を名指しし答弁を求める質問もあったが小野市長は答弁に立つことはなく、歴代の市長で一般質問で答弁しなかったことは少なくとも1996年以降、初の事例となった。備後圏域の他の3市2町のうち、一般質問で答弁ゼロだった現職首長はいないなかの珍事となった。
2020年10月1日、国登録有形文化財「恋しき」取得。
2021年7月21日、府中天満屋2階 多目的スペース「i-coreFUCHU（いこーれふちゅう）」オープン。
2022年5月、広島県府中市児童館 府中市こどもの国ポムポム こどもの広場 大型複合遊具「ふちゅうの木」オープン。
2023年春、上下運動公園（上下町）に人工芝グラウンド（JFAロングパイル人工芝公認ピッチ）を整備し、2023年秋まで大半が予約で埋まるほど利用人気を得ている。「スフィーダ備後府中FC」のホームグラウンドである。2023年11月には利用者1万人突破した。
2023年10月、「府中市パートナーシップ宣誓制度」を導入。

## 出演

### ラジオ
エフエムふくやま レディオBINGO 77.7MHz
- 毎月第2火曜『GO！GO！Bびんご～』こちら情報アンテナ「府中市政いきいきトーク」8時35分頃～ 約5分[23]
- 毎月第4火曜『イブニングステーション』「イブ火掲示板」18時26分頃～ 約8分[23]